# Rio Severn
O rio Severn (em galês: Afon Hafren) é o maior rio da Grã-Bretanha com 354 quilômetros de comprimento e o segundo maior nas Ilhas Britânicas, atrás somente do Rio Shannon, na Irlanda. O rio também é o mais caudaloso da ilha. Nasce a 610 metros de altitude perto de Plynlimon, no País de Gales, próximo de Llanidloes, e percorre diversos condados e cidades britânicas como Shrewsbury, Worcester e Gloucester. O Severn deságua no canal de Bristol.
Um conjunto de canais liga-o ao Tâmisa, ao Trent e ao Mersey. Drena uma área de 11420 km².
O seu principal afluente é o rio Tern. O Severn é uma importante fonte de energia maremotriz.

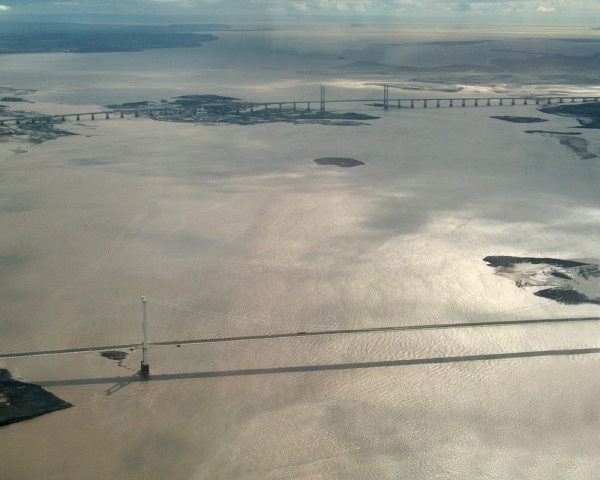
Vista aérea do estuário do Severn, com a Ponte do Severn próximo de Bristol.